# Le Studio (émission de télévision)
Le Studio est une émission de télévision québécoise pour adolescents composée de 130 émissions de cinq minutes, de 26 épisodes de 15 minutes suivi de 160 épisodes de 28 minutes diffusée à partir du 2 octobre 1995 à 1998 sur le Canal Famille puis rediffusée jusqu'à l'été 2001, incluant VRAK.TV.
Elle était animée par Bruno Blanchet, Guy Jodoin, Guylaine Tremblay et Stéphane Crête.

## Historique

### Saison 1
En 1995, Le Canal Famille lance un concours afin de trouver un concept d'émission et un animateur capable d'aller chercher un public adolescent et donc répondre à un nouveau créneau d'émissions s'adressant aux ados. Bruno Blanchet décide donc de proposer sa propre vision d'une émission pour les jeunes. À l'automne 1995, Le Studio arrive en ondes.
Au départ, Bruno Blanchet assume seul l'animation. Lors de la première année, la série se sépare en deux identités : Le Studio (vendredi et samedi, 18h45) et Le Studio Techno (samedi, 17h30). Dans Le Studio, Bruno présente des sketchs le mettant en vedette parfois seul, parfois en compagnie de Guy Jodoin. Des reportages sont également présentés. Au Studio Techno, il est accompagné de divers chroniqueurs dont Martin Pelletier qui assure la portion jeux vidéos et d'un jeune coanimateur du public.
Lors de la première année, le contenu des émissions est segmenté en courts blocs qui sont diffusés du lundi au jeudi à 17h57 et 18h25. De plus, à 18h59, une capsule de fermeture de station est présentée. Armé d'un interrupteur, Bruno se retrouve généralement sur la rue et demande aux passants de fermer le Canal Famille.

### Saison 2
En 1996, le concept de la série est remodelé. Le Studio Techno disparaît pour laisser place au magazine Génération W. Guy Jodoin joint Le Studio à temps plein et Guylaine Tremblay se joint à l'équipe comme animatrice. Elle s'occupe dorénavant de recevoir des invités tandis que Bruno Blanchet et Guy Jodoin consacrent tous leurs efforts dans la comédie. Chaque épisode comprend un petit numéro d'introduction, un délire extérieur pré-enregistré et un sketch enregistré devant public en une seule prise.

### Saison 3
Au début de la troisième saison, Bruno Blanchet décide de quitter l'écran pour se concentrer sur les textes et sur d'autres contrats. Stéphane Crête se joint à la distribution et réussit à prendre sa propre place. La formule de l'émission reste sensiblement la même. Par contre, à l'exception de Maliboune 9021-oune, tous les sketches sont renouvelés et une tonne de nouveaux personnages font leur apparition. Au printemps 1998, Le Studio tire sa révérence pour laisser place à la série Zone de Turbulence.

## Distribution
- Guy Jodoin
- Bruno Blanchet (saisons 1 et 2)
- Guylaine Tremblay (saisons 2 et 3)
- Stéphane Crête (saison 3)

## Fiche technique
- Auteur principal : Bruno Blanchet
- Auteurs (Saisons 2 et 3) : Pascal Blanchet, Philippe Laguë, Anne Lecours, Michel Lessard, Louis-Philippe Morin et Pierre-Michel Tremblay
- Réalisation : Pierre Lord et Brigitte Couture
- Société de production : Modus TV (saisons 1 et 2) Match TV (saison 3)

## Les Sketchs du "Studio"

### Les Petites Vues (Saisons 1 et 2 seulement)
- Ça va mal !
- La Dynastie des Robinson
- Le Perdu
- L'Audition
- Le Gros Lucien
- John Campbell (Le lavage)

### Sketchs devant public (Saisons 1 et 2)
- Le Géant du Château
- Maliboune 9021-oune
- Cornichon et Fraise
- L'Hôpital
- L'Animalerie (Textes : Michel Lessard)
- Elle et Lui (Textes : Anne Lecours)
- L'Agence de Placement (Textes : Pascal Blanchet)
- Poulet Vagabond (Textes : Pierre-Michel Tremblay)

### Sketchs devant public (Saison 3)
- Coucou et Koukou (Textes : Bruno Blanchet et Philippe Lague)
- Les sentiers de bouettes (Textes : Pascal Blanchet)
- La Boxe (Textes : Michel Lessard)
- Régiment Zéro (Textes : Martin Doyon)
- Des Découvertes Incrédibles (Textes : Pascal Blanchet et Louis-Philippe Morin)
- Père et Fils (Textes : Anne Lecours)
- Maliboune 9021-oune (Textes : Bruno Blanchet)
- Mère et Fille (Textes : Anne Lecours)

### Exemples de Délires Extérieurs
- Les Entrevues (Canal 76)
- Les Démonstrations Sportives
- Bruno dit/Guy dit
- Ni Oui Ni Non
- Le Mime
- Gags
- Bad Brothers

## Faits divers
- Juste avant que le Canal Famille ne ferme pour la nuit, le Gros Lucien apparaissait et obligeait ses téléspectateurs à aller se coucher.
- Dans toutes les démonstrations sportives, le champion de la discipline se nommait toujours Jim Calder.
- Dans le générique de la saison 3, Guy Jodoin se fait couper les cheveux.
- Le Studio a lancé la carrière de Bruno Blanchet et de Stéphane Crête (Guy avait déjà joué dans Télé-Pirate tandis que Guylaine tenait un rôle dans La Petite Vie).
- VRAK.TV a rediffusé l'émission durant tout l'été 2001.